# Nef Glacier
Nef Glacier är en glaciär i Chile.   Den ligger i provinsen Provincia Capitán Prat och regionen Región de Aisén, i den södra delen av landet, 1 500 km söder om huvudstaden Santiago de Chile. Nef Glacier ligger 631 meter över havet.
Terrängen runt Nef Glacier är bergig åt nordväst, men åt sydost är den kuperad. Trakten runt Nef Glacier är nära nog obefolkad, med mindre än två invånare per kvadratkilometer.. Det finns inga samhällen i närheten. 
Trakten runt Nef Glacier är permanent täckt av is och snö.